# Colchida
În geografia antică, Colchida, Colchis sau Kolchis (în georgiană și în lază : კოლხეთი, k'olkhéti ; în greaca veche Κολχίς, Kolchis, fără îndoială legat de khalkos care desemneză cuprul) era un vechi stat, regat apoi o regiune georgiană, care a jucat un rol important în formarea culturii etnice a poporului georgian și a subgrupelor sale.
Regatul Colchidei a contribuit la dezvoltarea statului georgian medieval, în urma unificării sale  cu regatul Iberiei, sau Karthili. Termenul „Colchida” este folosit pentru desemnarea mulțimii vechilor triburi care viețuiau pe coasta orientală a Mării Negre. Puterea sa și aceste structuri statale, deja spre mileniul al II-lea î.Hr., au jucat un rol activ în Asia Mică.  
Potrivit mitologiei grecești, Colchida este regatul lui Eete și al Medeei și destinația argonauților, sau chiar și țara amazoanelor. Regiunea corespunde astăzi mai multor provincii georgiene, între care Svanetia, Racea și Abhazia, Imerenthia, Guria, Adjaria mai la nord-est de Turcia actuală și provinciile Trabzon și Artvin din Turcia. Probabil unul din cele mai vechi triburi din Georgia, colchizii erau stabiliți în regiune încă din epoca bronzului.

## Geografie antică
Potrivit mai multor autori clasici, Colchida era o regiune care era înconjurată de Pont, Marea Neagră, râul Corax (probabil actualul râu Bzybi, în Abhazia, Georgia, lanțul munților Caucazul Mare (cuprins între Colchida și regatul sarmaților, Iberia, munții Moschici (astăzi munții Caucazul Mic) și Armenia. Totodată, frontiera de sud a Colchidei varia potrivit autorilor clasici: astfel,potrivit lui Strabon Colchida începea la Trabzon / Trebizonda, în timp ce potrivit lui Ptolemeu, pe de altă parte, Pontul se întindea până la râul Phase (actualul Rioni). Astăzi se știe că Pițunda se afla în spatele cetății cochice situate în nordul țării.
În această regiune s-au născut legendele lui Iason și ale argonauților, care s-au dus acolo pentru a căuta Lâna de aur a vrăjitoarei Medeea. Numele de „Colchida” apare pentru prima oară în operele lui Eschil și Pindar. Autorii mai vechi vorbeau despre această regiune sub numele de Eea (reședința regelui mitic Eete și a surorii sale Circe). Arrian a întocmit o listă a râurilor din Colchida care, potrivit lui, nu erau decât simple torente de munte: Charieis, Chlobus (sau Cobus), Singama, Tarsarouras, Hippus, Astelphus și Chrysorrhoas. Principalele cetăți ale Colchidei erau Dioscourias (denumită Sebastopole de către romani, astăzi Suhumi), pe malurile Pontului Euxin, Sarapana (actualul Șorapan), Phati (actualul Poti), Pityus (actualul Pițunda), Apsaros (astăzi Gonio), Surium (astăzi Vani), Archeopolis (astăzi Nokalakevi), Macheiresis și Cyta, numită și Cutatisium (actualul Kutaisi), locul tradițional al nașterii Medeei.

## Istorie

### Origini
Regiunea orientală a Mării Negre adăpostea în Antichitate o cultură foarte dezvoltată, „cultura colchică”, vecină culturii kobane, care s-a dezvoltat spre epocii de mijloc a bronzului. Cel puțin în câteva părți ale Colchidei, procesul de urbanizare pare să fi avansat încă de la sfârșitul mileniului al II-lea î.Hr., cu secole înainte de stabilirea grecilor. Epoca bronzului colchidic târziu (din secolul al XV-lea î.Hr. până în secolul al VIII-lea î.Hr.) a trăit dezvoltarea competențelor de topire și turnare a metalelor. Unelte agricole sofisticate erau fabricate și multe terenuri erau foarte fertile, îndeosebi mulțumită climatului „perfect”.
Colchida era locuită de mai multe triburi apropiate, dar distincte, stabilite mai ales pe malurile Mării Negre. Principalele triburi  erau macheloniții, heniochiții, zydreții, lazii, tibareniții, mossynecii, anascii, svanii, sanigeții, gelonienii și melanchlaeniții. Aceste triburi difereau complet în limbaj și în aparența popoarelor care le înconjurau. Acest lucru i-a determinat pe cei din Antichitate să dezvolte teorii despre originea lor. Astfel, Herodot afirmă că colchizii, cu egiptenii și etiopienii erau primii care au practicat circumciziunea, o tradiție care ar fi fost importată de armatele faraonului Senusret al III-lea (1878 î.Hr. – 1842 î.Hr.) când acesta a încercat în zadar să invadeze țara. Alții au făcut din triburile colchide descendenți ai colonilor egipteni. Apollonius din Rodos declară că „egiptenii” din Colchida păstraseră drept moștenire unele tablete de lemn care reprezentau mările și drumurile cu o exactitate considerabilă.
La sfârșitul mileniului al II-lea î.Hr., în Asia anterioară, la est de Pontul Euxin și la sud-vest de Transcaucazia, două regate se dezvoltă, cel al lui Diadochi Daiae și cel al lui Kolkha (în greaca veche Κολχίς  / Kolkhis) sau Colchida, potrivit grecilor. Acest prim regat al Colchidei pare să fi fost răsturnat de cimerieni și sciți spre  anul 720 î.Hr., apoi integrat Imperiul Persan Ahemenid la mijlocul secolului al VI-lea î.Hr.

### De la colonizarea greacă la integrarea în Iberia
Grecii din Milet au fondat aici colonii în secolul al VIII-lea î.Hr., principala colonie fiind Diascourias, numită mai târziu Sebastopolis, iar astăzi Suhumi.
Al doilea regat al Colchidei (secolul al VI-lea î.Hr. – secolul I î.Hr.) este privit ca fiind primul stat georgian, iar termenul „colchic” era deja folosit pentru desemnarea triburilor care trăiau pe malurile orientale ale Mării Negre. Potrivit profesorului și specialistului în istoria Caucazului, Kiril Tumanov / Cyrille Toumanoff:
„Colchida apare ca prim stat din Caucaz care a încheiat coalescența noilor sosiți. Ea poate fi pe drept privită nu ca un proto-georgian, ci ca primul regat georgian.”
Prin anul 330 î.Hr., acest regat este eliberat de perși de către Alexandru cel Mare (336 î.Hr. – 323 î.Hr.) și, cu nașterea dinastiei Pharnabazizilor (care a durat până în 99 î.Hr.), el este vasalizat, apoi anexat de regatul Iberiei.

### Argonauți
Puterea și radierea culturală a Colchidei au luat loc în mitul lui Iason și al argonauților. Potrivit acestui mit, Iason cu eroii Greciei antice au venit în Colchida pentru a lua Lâna de aur a regelui colchid Eete. Lâna de aur este se pare inspirată din tehnica extragerii aurului pe care îl practicau și îl practică svanii, o populație care utilizează o blană de oaie pe care o așezau în râuri. Prin acest mijloc, paietele de aur se agață de lână, dându-i un aspect auriu.

## Suverani din Colchida
Cei mai cunoscuți conducători ai regatului Colchida au fost:
- Kuji al Colchidei (325 î.Hr. - 280 î.Hr.)
- Akes (Basileus Aku) (sfârșitul secolului IV î.Hr.), rege al Colchidei, numele lui este găsit pe o monedă emisă de el.
- Savlaki (georgiană სავლაკი) rege în secolul II î.Hr. (conform unor surse antice)
- Mithridates (fl. 65 î.Hr.) sub dominația greacă (Pontus)
- Machares (fl. 65 î.Hr.) sub dominația greacă (Pontus)
- Aristarchus (65-47 î.Hr.) - o dinastie sub autoritatea lui Pompei

## Economie
Colchida era considerată de către greci ca o țară de o bogăție fabuloasă. Locuitorii Colchidei trăiau din extragerea și tratarea aurului, fierului, cuprului. Ei erau meșteri în fabricarea obiectelor de bronz. În Georgia occidentală, la Mekvena, s-au găsit catarame de centuri din bronz și topoare de bronz de la începutul secolului al X-lea î.Hr., ornate cu capete de lup.

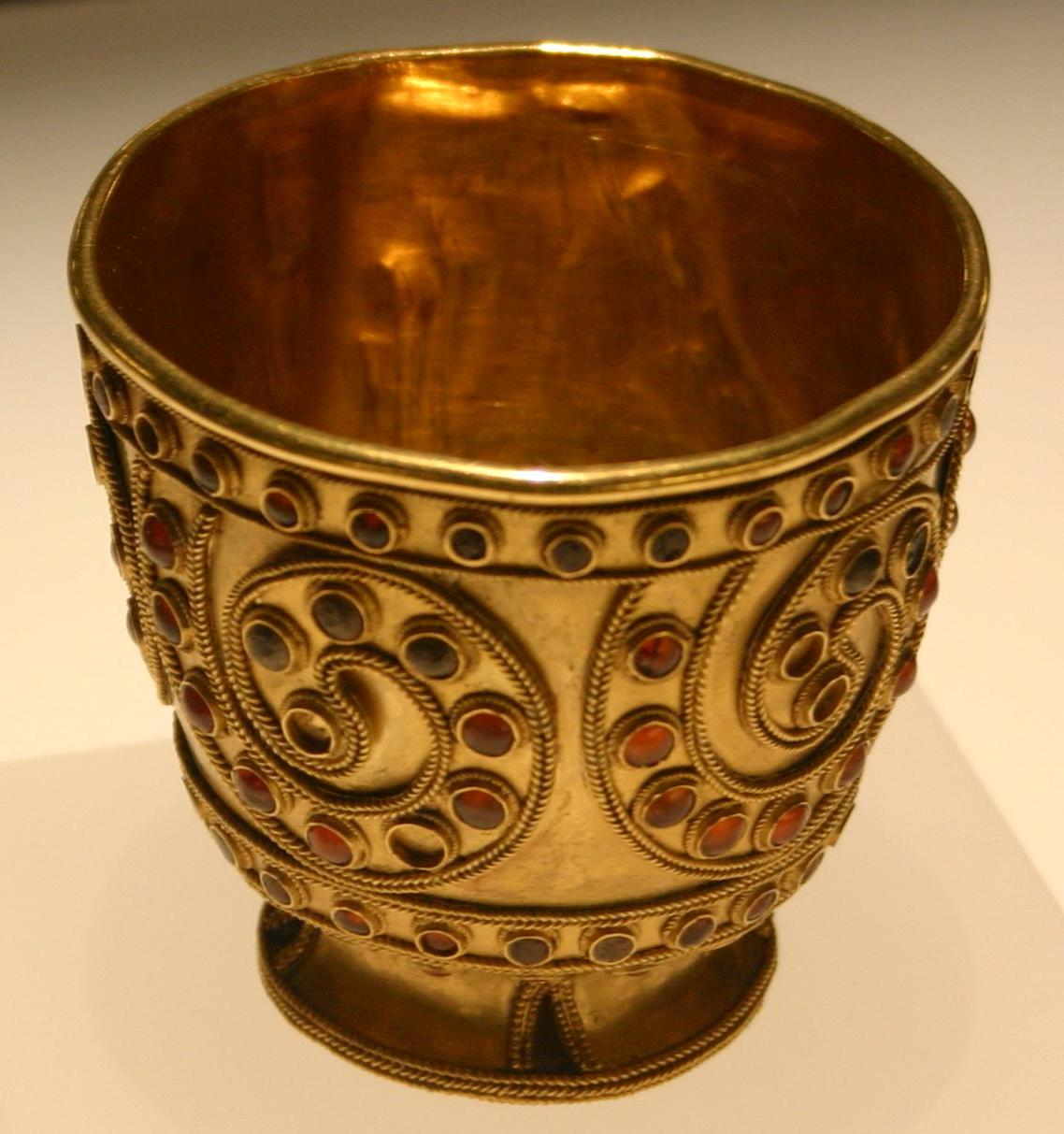
Pahar fără picior, din aur. Muzeul Național al Georgiei.